# Akimine Kamijō
上条 明峰
Œuvres principales
Première œuvre : Samurai Deeper Kyo (1999-2006)
Autres ouvrages :
- Shirogane no Karasu (2007)
- Code: Breaker (2008-2013)

Akimine Kamijō (上条 明峰, Kamijō Akimine), plus connue sous la transcription irrégulière Akimine Kamijyo, née le 13 septembre 1975 à Kanagawa est une scénariste, dessinatrice japonaise de mangas et illustratrice. À cause de la discrétion inhérente à certains auteurs de mangas, Kamijō a été successivement prise pour une femme puis pour un homme (consonance de son nom de plume).

## Biographie
Depuis qu'elle est enfant, Akimine Kamijyo aime les mangas et dessiner.
Son travail est d'abord publié sous la forme de dōjinshi où elle prend le pseudonyme de Meika Hatagashira (伯明華). Elle travailla durant deux mois comme assistante de Rumiko Takahashi puis de Haruko Kashiwagi (ja), auteure de Inu ou encore Quojuz,,.
En 1998, elle gagne le 61e prix du Weekly Shōnen Magazine pour le meilleur nouvel artiste. Sa première œuvre est Samurai Deeper Kyo, publiée entre le 26 mai 1999 et le 10 mai 2006 dans le magazine Weekly Shōnen Magazine et compilée en trente-huit tomes, sous le pseudonyme Akimine Kamijyo. En 2021, le tirage cumulé a atteint 14,5 millions d'exemplaires,. Une adaptation en série télévisée d'animation de 26 épisodes a vu le jour en 2002, ainsi que deux jeux vidéos la même année,.
En 2001, elle collabore avec Rando Ayamine, auteur de Get Backers, et Hiro Mashima, auteur de Rave pour un chapitre oneshot publié dans le Weekly Shōnen Magazine,.
Durant la publication de Samurai Deeper Kyo, des CD-Dramas sont sortis, ceux-ci comportant des actions du manga, et des histoires où les personnages sont à l'école,,,. Sur des forums japonais Akimine Kamijyo est surnommée Joshi (Mademoiselle).
Son œuvre suivante est Shirogane no Karasu (Le corbeau blanc), commencée en mai 2007 dans le Weekly Shōnen Magazine et terminée après 25 chapitres en décembre 2007.
Après l'échec relatif de celle-ci (peu appréciée du public japonais), l'auteure commence Code: Breaker en juin 2008 dans le magazine Weekly Shōnen Magazine. La chance semble lui sourire de nouveau car la série connaît un succès croissant, renforcé par une adaptation animé, comptant 13 épisodes courant 2012, jusqu'à sa fin en juillet 2013. 
L'auteure fait souvent de nombreux concours de popularité des personnages de ses séries.
En 2007, 2010 et 2016, l'auteure a travaillé dans l'animation en tant que character designer pour la série animé télévisée Senkou no Raid, et en faisant un dessin pour la série animée télévisée Sayonara Monsieur Désespoir qui se trouve à la fin de l'épisode 2, et à la fin de l'épisode 7 de la seconde saison de la série animée du manga The Heroic Legend of Arslân de Hiromu Harakawa, deux séries publiées initialement dans le Weekly Shōnen Magazine.
En mai 2014, elle commence Tansan Suibu dans le magazine seinen Evening, avec en prime en 2015 la sortie d'une vidéo promotionnelle avec des seiyuus. En août 2014, il sort un chapitre oneshot intitulé Michigaeru en collaboration avec le jeune mangaka Muneyuki Kaneshiro au scénario dans le Weekly Shōnen Magazine.
Fin 2016, la prépublication dans le Young Magazine de Kobayashi Shounen to Futei no Kaijin, une adaptation des romans d'Edogawa Ranpo, commence tout d'abord sous forme d'une histoire en deux chapitres, puis en 2017, sous la forme d'une série,,. Fin 2018, la fin de la série est annoncée.
En janvier 2020, elle collabore avec la préfecture d'Iwate en publiant un chapitre oneshot nommé Yorimichi wa Kusa no Mono to. Puis en février 2021 et février 2022, elle réitère cette opération avec respectivement Yoshitsune to Benkei et Deichuu no Hasu, cette dernière ayant eu une vidéo promotionnelle avec des seiyuus,,,. Ce sont des histoires se déroulant dans la préfecture d'Iwate.
Puis en mars 2022 une exposition Samurai Deeper Kyo a lieu au Tower Records de Shibuya, avec la vente de différents goodies de la série.
En novembre 2023, elle commence Juushin no Katana.
Akimine Kamijyo n’apparaît pas en public, et se représente elle-même sous la forme d'une silhouette violette. Concernant le prénom Akimine, l'auteure a précisé que c'est un des prénoms auquel avait pensé ses parents à sa naissance lors d'une interview pour Kana. Elle a choisi l'écriture de son pseudonyme.
Elle n'a pas de site officiel, cependant elle possède un compte Twitter depuis septembre 2011, où des illustrations et des informations sur ses projets sont postées.
L'auteure a une sœur aînée, qui, dans sa jeunesse voulait être une mangaka, et elle aime les chiens,.

## Œuvres

### Pré-début professionnel (doujinshis)
Les différents doujinshis créés par l'auteure, :
- 1995 :
  - 19/02 : Final Fantasy - Les voilà ! - De dix à quinze personnes (Setzer) (<<FF>> Les voila! (セッツァー)?)
  - 28/03 : Macross 7 - THE ORIGINAL SELECT vol.1 (<<マクロス>> MACROSS 7 THE ORIGINAL SELECT Vol.1?), avec un autre auteur Non Yorozuya (万屋のん)[40]
  - 27/08 : Fire Emblem - REAL Chapter 1 (Abel x Palla) (<<FE ファイアーエムブレム>> REAL Chapter:1 (アベル×パオラ)?)
  - 27/08 : MACROSS 7 - THE ORIGINAL SELECT vol.2 (<<マクロス>> MACROSS 7 THE ORIGINAL SELECT Vol.2?), avec Non Yorozuya (万屋のん)
  -  ?/11 : Fire Emblem : Monshō no Nazo - Götter=gestalt - GOTT verfussen - GOTT, 1 (Michalis et Minerva)[41]
- 1996 :
  - 10/02 : MACROSS 7 - THE ORIGINAL SELECT vol.3 (<<マクロス>> MACROSS 7 THE ORIGINAL SELECT Vol.3?), avec Non Yorozuya (万屋のん)
  - 11/03 : Fire Emblem : Monshō no Nazo - Götter=gestalt - GOTT verfussen - GOTT, 2 (Michalis et Minerva)[42]
  - 04/08 : Fire Emblem - PSYCHE! (tous les personnages) (<<FE ファイアーエムブレム>> PSYCHE! （オールキャラ)?)
  - 04/08 : Fire Emblem - REAL Chapter 3 and 4 (Palla, Caïn, Abel, Est etc.) (<<FE ファイアーエムブレム>> REAL Chapter:3＆4 (パオラ、カイン、アベル、エスト、他)?)
  - 27/10 : Fire Emblem - PSYCHE! 2 (tous les personnages) (<<FE ファイアーエムブレム>> PSYCHE! 2 (オールキャラ)?)
  - 29/12 : Fire Emblem - SIGH (tous les personnages) (<<FE ファイアーエムブレム>> SIGH (オールキャラ)?)
- 1997 :
  - 30/03 : Fire Emblem - PSYCHE! 3 (tous les personnages) (<<FE ファイアーエムブレム>> PSYCHE!3 (オールキャラ)?)
  - 04/05 : Fire Emblem - Aus der Wuste Wandern - Beyond the Desert - Part 1 (Finn au centre) (<<FE ファイアーエムブレム>> Aus der Wuste Wandern ～砂漠をこえて～ (フィン中心)?)
  - 15/08 : Fire Emblem - Aus der Wuste Wandern - Beyond the Desert - Part 2 (Finn au centre) (<<FE ファイアーエムブレム>> Aus Der Wuste Wandern ～砂漠をこえて～ 後編 (フィン中心)?)
  - 15/08 : Original -TIMERS! (<<オリジナル>> TIMERS!?)
  - 29/12 : Original - Angry Jack (<<オリジナル>> Angry Jack?)
- ? :
  - Fire Emblem - Heilige Einfalt (tous les personnages) (<<FE ファイアーエムブレム>> Heilige Einfalt (オールキャラ)?), avec Megumi Kawamoto (川モとめグ美)[43]
- Anthologies :
  - 14/03/1997 : FE World Tour Anthologie vol.01 (ファイアーエムブレム・ワールドツアー アンソロジー?)[44],[45]
  - 01/08/1997 : FE World Tour Anthologie vol.02 (ファイアーエムブレム・ワールドツアー アンソロジー?)[46]
  - 15/10/1997 : FE World Tour Anthologie vol.03 (ファイアーエムブレム・ワールドツアー アンソロジー?)[47]
  - 14/03/1998 : FE World Tour Anthologie vol.04 (ファイアーエムブレム・ワールドツアー アンソロジー?)[48]
  - 01/08/1998 : FE World Tour Anthologie vol.05 (ファイアーエムブレム・ワールドツアー アンソロジー?)[49]

### Mangas
Mangas scénarisés et illustrés par Akimine Kamijyo, :
- 1999-2006 : Samurai Deeper Kyo (サムライ ディーパー キョウ?), Weekly Shōnen Magazine, Kodansha, 38 tomes
- 2007 : Shirogane no Karasu (しろがねの鴉?), Weekly Shōnen Magazine, Kodansha, 03 tomes
- 2008-2013 : Code: Breaker (コード：ブレイカー?), Weekly Shōnen Magazine, Kodansha, 26 tomes
- 2014-2016 : Tansan Suibu (たんさんすいぶ?), Evening, Kodansha, 05 tomes
- 2016-2018 : Kobayashi Shounen to Futei no Kaijin (小林少年と不逞の怪人?),Young Magazine et le magazine Pocket, Kodansha, 05 tomes
- 2020 : Yorimichi wa Kusa no Mono to (寄り道は草の者と?), chapitre oneshot, Comic Iwate et le site de la préfecture d'Iwate "Comiciwate"
- 2021 : Yoshitsune to Benkei (義経と弁慶?), chapitre oneshot, publié sur le site de la préfecture d'Iwate "Comiciwate"
- 2022 : Deichuu no Hasu (泥中の蓮 - 上条明峰?), chapitre oneshot, publié sur le site de la préfecture d'Iwate "Comiciwate"
- 2023- : Juushin no Katana (獣心のカタナ?), Weekly Shōnen Magazine, Kodansha

### Collaborations
- 2001 : Plue Dakkan Sakusen!! (プルー奪還作戦!!, Purū dakkan sakusen!!?), chapitre oneshot, prépublié dans Weekly Shōnen Magazine, Kodansha, avec Rando Ayamine et Hiro Mashima[52]
- 2015 : Yume fu i (ユメ負イ?), l'histoire Michigaeru (みちがえる?), chapitre oneshot, prépublié dans Weekly Shōnen Magazine, Kodansha, en tant que dessinatrice, et Muneyuki Kaneshiro en tant que scénariste

### Artbook/Illustrations
- 2002 : illustrations pour le magazine Fresh (マガジンFRESH) numéro Hiver, publiées dans Samurai Deeper Kyo Artbook[53],[54]
- 2003 : Samurai Deeper Kyo Artbook (上条明美祢画集 SAMURAI DEEPER KYO 陽〜YOU?)
- 2003, 2004, 2005 : Calendriers Samurai Deeper Kyo[55]
- 2019 : Bakemonogatari (化物語?), illustration dans le Weekly Shōnen Magazine numéro 12[56]
- 2019 : Star Wars: Tribute to Star Wars (スター・ウォーズ トリビュート画集 TRIBUTE TO STAR WARS?), illustrations dont les personnages de la couverture

### Fanbook
- 2003 : Samurai Deeper Kyo - Official Fan book (SAMURAI DEEPER KYO 陰～ＩＮ～公式ファンブック?)

## Travaux dans l'animation
- 2007 : Senkou no Night Raid (閃光のナイトレイド, Senkō no Naito Reido?), character designer[57]
- 2010 : Sayonara Monsieur Désespoir (さよなら絶望先生, Sayonara, Zetsubou-Sensei?), illustration à la toute fin de l'épisode 2
- 2016 : Arslan Senki - Fuujin Ranbu (アルスラーン戦記 風塵乱舞, Arusurān Senki Fūjinranbu?), illustration à la toute fin de l'épisode 7

## Travail en tant que parolière
- 2012 : Code:Breaker OAV générique de fin 1 (Nyanmaru no Uta)

## Adaptations

### Anime
- 2002 : Samurai Deeper Kyo (studio Deen)
- 2012 : Code: Breaker (studio Kinema Citrus)

### CD-Drama
- 2003, 2004 : Samurai Deeper Kyo (Omyouden 1, 2, 3, 4)
- 2003, 2005 : Samurai Deeper Kyo (Samurai Gakuen 2 et 3)
- 2015 : Vidéo promotionnelle pour Tansan Suibu
- 2022 : Vidéo promotionnelle pour Deichuu no Hasu

### OAV
- 2012-2013 : Code Breaker OVA (studio Kinema Citrus, 3)

### Jeu vidéo
- 12/12/2002 : Samurai Deeper Kyo jeu Playstation, PSX, PS1
- 27/12/2002 : Samurai Deeper Kyo, jeu Nintendo Game Boy Advance (GBA)
- 26/03/2009 : Sunday VS Magazine: Shūketsu! Chōjō Daikessen, jeu PlayStation Portable

## Récompense
- 1998 : 61e Prix du Weekly Shōnen Magazine pour le meilleur nouvel artiste